# Einsatzgruppen-per
Az Einsatzgruppen-per (hivatalos alakban The United States of America vs. Otto Ohlendorf, et al.) Nürnbergben, 1947. szeptember 29. és 1948. április 10. között lezajlott bírósági tárgyalás volt, amely során a második világháború alatt elkövetett emberiség elleni bűncselekményekkel, háborús bűnökkel, illetve bűnszervezetben való részvétellel vádoltak meg 24 SS-tisztet, mint az Einsatzgruppe-különítmények és az SD vezető beosztású tagjait. A vádlottak közt volt Otto Ohlendorf, az ún. Einsatzgruppen D alakulat vezetője, aki egymaga 90 000 ember meggyilkolásáért volt felelős.
A per folyamán összesen 14 embert ítéltek halálra, ebből végül csak négyet végeztek ki ténylegesen akasztással (köztük Ohlendorfot), a többiek büntetését 1951-ben különböző hosszúságú börtönbüntetésre enyhítették, legkésőbb 1958-ig pedig egységesen szabadon bocsátották őket.
A per főügyésze amerikai részről Ben Ferencz volt, akinek ez volt az első ügye.

## A vádak
A per három vádpontban tárgyalta ki a 24 vezető beosztású tiszt részvételét a háború alatt elkövetett bűnök vonatkozásában:
1. Emberiség elleni bűncselekmények: üldöztetés faji, vallási vagy politikai alapon, emberek begyűjtése, kínzása, meggyilkolása és szervezett kiirtása, valamint más bűncselekmények.
2. Háborús bűncselekmények, továbbá szükségtelen pusztítás.
3. Bűnszervezetben való részvétel: hivatal betöltése olyan szervezetekben, mint az SS, az SD vagy a Gestapo, melyeket a Nürnbergi per folyamán bűnszervezeteknek nyilvánítottak.

## A vádlottak és ítéleteik
| Név                   | Kép | Betöltött pozíció | Ítélet | Végrehajtott büntetés (1951)                                                                                                   |
| --------------------- | --- | --- | --- | --- |
| Otto Ohlendorf        |     | SS-Gruppenführer; SD-tag; az Einsatzgruppe D parancsnoka                                                                                   | kötél általi halál | 1951. június 7-én kivégezték                                                                                                   |
| Heinz Jost            |     | SS-Brigadeführer; SD-tag; az Einsatzgruppe A parancsnoka                                                                                   | életfogytiglani börtönbüntetés | 10 év börtönre módosítva; 1951 decemberében szabadon engedték; 1964-ben halt meg                                               |
| Erich Naumann         |     | SS-Brigadeführer; SD-tag; az Einsatzgruppe B parancsnoka                                                                                   | kötél általi halál | 1951. június 7-én kivégezték                                                                                                   |
| Otto Rasch            |     | SS-Brigadeführer; SD- és Gestapo-tag; az Einsatzgruppe C parancsnoka                                                                       | egészségügyi okok miatt 1948. február 5-én kivonták a tárgyalás alól; 1948. november 1-jén meghalt | − |
| Erwin Schulz          |     | SS-Brigadeführer; Gestapo-tag; az Einsatzgruppe C Einsatzkommando 5 ágának parancsnoka                                                     | 20 év börtön | 15 év börtönre módosítva; 1954. január 9-én szabadon engedték; 1981-ben halt meg                                               |
| Franz Six             |     | SS-Brigadeführer; SD-tag; az Einsatzgruppe B Vorkommando Moskau ágának parancsnoka                                                         | 20 év börtön | 10 év börtönre módosítva; 1952 októberében szabadon engedték; 1975-ben halt meg                                                |
| Paul Blobel           |     | SS-Standartenführer; SD-tag; az Einsatzgruppe C Sonderkommando 4a ágának parancsnoka                                                       | kötél általi halál | 1951. június 7-én kivégezték                                                                                                   |
| Walter Blume          |     | SS-Standartenführer; SD- és Gestapo-tag; az Einsatzgruppe B Sonderkommando 7a ágának parancsnoka                                           | kötél általi halál | 25 év börtönre módosítva; 1955 márciusában szabadon engedték; 1974-ben halt meg                                                |
| Martin Sandberger     |     | SS-Standartenführer; SD-tag; az Einsatzgruppe A Sonderkommando 1a ágának parancsnoka                                                       | kötél általi halál | életfogytiglani börtönbüntetésre módosítva; 1958. május 9-én szabadon engedték; 2010-ben halt meg                              |
| Willi Seibert         |     | SS-Standartenführer; SD-tag; az Einsatzgruppe D helyettes vezetője                                                                         | kötél általi halál | 15 év börtönre módosítva; 1954. május 14-én szabadon engedték; 1976-ban halt meg                                               |
| Eugen Steimle         |     | SS-Standartenführer; SD-tag; az Einsatzgruppe B Sonderkommando 7a ágának, valamint az Einsatzgruppe C Sonderkommando 4a ágának parancsnoka | kötél általi halál | 20 év börtönre módosítva; 1954 júniusában szabadon engedték; 1987-ben halt meg                                                 |
| Ernst Biberstein      |     | SS-Obersturmbannführer; SD-tag; az Einsatzgruppe C Einsatzkommando 6 ágának parancsnoka                                                    | kötél általi halál | életfogytiglani börtönbüntetésre módosítva; 1958. május 9-én szabadon engedték; 1986-ban halt meg                              |
| Werner Braune         |     | SS-Obersturmbannführer; SD- és Gestapo-tag; az Einsatzgruppe D Einsatzkommando 11b ágának parancsnoka                                      | kötél általi halál | 1951. június 7-én kivégezték                                                                                                   |
| Walter Haensch        |     | SS-Obersturmbannführer; SD-tag; az Einsatzgruppe C Sonderkommando 4b ágának parancsnoka                                                    | kötél általi halál | 15 év börtönre módosítva; 1955 augusztusában szabadon engedték; 1994-ben halt meg                                              |
| Gustav Adolf Nosske   |     | SS-Obersturmbannführer; Gestapo-tag; az Einsatzgruppe D Einsatzkommando 12 ágának parancsnoka                                              | életfogytiglani börtönbüntetés | 10 év börtönre módosítva; 1951 decemberében szabadon engedték; 1986-ban halt meg                                               |
| Adolf Ott             |     | SS-Obersturmbannführer; SD-tag; az Einsatzgruppe B Sonderkommando 7b ágának parancsnoka                                                    | kötél általi halál | életfogytiglani börtönbüntetésre módosítva; 1958. május 9-én szabadon engedték; 1973-ban halt meg                              |
| Eduard Strauch        |     | SS-Obersturmbannführer; SD-tag; az Einsatzgruppe A Einsatzkommando 2 ágának parancsnoka                                                    | kötél általi halál | átadásra került a belga hatóságok részére; Belgiumban szintén halálra ítélték; 1955. szeptember 11-én, kivégzése előtt meghalt |
| Emil Haussmann        |     | SS-Sturmbannführer; SD-tag; az Einsatzgruppe D Einsatzkommando 12 ágának tisztje                                                           | megvádolása előtt öngyilkos lett 1947. július 31-én | − |
| Waldemar Klingelhöfer |     | SS-Sturmbannführer; SD-tag; az Einsatzgruppe B Vorkommando Moskau ágának parancsnoka                                                       | kötél általi halál | életfogytiglani börtönbüntetésre módosítva; 1956 decemberében szabadon engedték; 1977-ben halt meg                             |
| Lothar Fendler        |     | SS-Sturmbannführer; SD-tag; az Einsatzgruppe C Sonderkommando 4b ágának második legmagasabb rangú tisztje                                  | 10 év börtön | 8 év börtönre módosítva; 1951 márciusában szabadon engedték; 1983-ban halt meg                                                 |
| Waldemar von Radetzky |     | SS-Sturmbannführer; SD-tag; Einsatzgruppe C Sonderkommando 4a ágának helyettes vezetője                                                    | 20 év börtön | szabadon engedték; 1990-ben halt meg                                                                                           |
| Felix Rühl            |     | SS-Hauptsturmführer; Gestapo-tag; az Einsatzgruppe D Sonderkommando 10b ágának tisztje                                                     | 10 év börtön | szabadon engedték; 1982-ben halt meg                                                                                           |
| Heinz Schubert        |     | SS-Obersturmführer; SD-tag; Otto Ohlendorf szárnysegédje az Einsatzgruppe D-ben                                                            | kötél általi halál | 10 év börtönre módosítva; 1951 decemberében szabadon engedték; 1987-ben halt meg                                               |
| Matthias Graf         |     | SS-Untersturmführer; SD-tag; az Einsatzgruppe C Einsatzkommando 6 ágának tisztje                                                           | büntetését hivatalosan letöltötte; az 1. és 2. vádpontban nem volt bűnös, és semmilyen magasabb pozíciót nem töltött be (és nem is fogadott el) az SD-n belül sem; az SS-ből korábban kizárásra került közönyösség miatt | − |

A tárgyalást Michael Musmanno bíró vezette. Elmondása szerint minden esetben a halálbüntetés mellett döntött, ahol a vádlott aktívan közreműködött a tömeggyilkosságokban, és nem tudott mentő körülményt felmutatni. Erwin Schulz esetében például 20 év börtönt ítéltek meg halálbüntetés helyett, mert bár beismerte 90–100 ember megölését Ukrajnában, de nem volt hajlandó engedelmeskedni annak a parancsnak, amely minden zsidó nő és gyermek megsemmisítését rendelte el, és azonnal lemondott pozíciójáról, amikor nem tudta megakadályozni a parancsot. A bíróság ugyanakkor nem fogadta el védekezésképpen a felsőbb utasítás végrehajtását.

## Fordítás
Ez a szócikk részben vagy egészben  az   Einsatzgruppen trial című angol Wikipédia-szócikk ezen változatának fordításán alapul.  Az eredeti cikk szerkesztőit annak laptörténete sorolja fel. Ez a jelzés csupán a megfogalmazás eredetét és a szerzői jogokat jelzi, nem szolgál a cikkben szereplő információk forrásmegjelöléseként.